# Иванин, Егор Иванович
Егор Иванович Иванин (1918—1979) — старшина Рабоче-крестьянской Красной Армии, участник Великой Отечественной войны, Герой Советского Союза (1945).

## Биография
Егор Иванин родился 13 января 1918 года в селе Покровка (ныне — Сладковский район Тюменской области). Окончил пять классов школы. В 1929 году переехал в Узбекскую ССР, работал трактористом машинно-тракторной станции в Джизакской области. В 1938—1940 годах служил в Рабоче-крестьянской Красной Армии, участвовал в польском походе и советско-финской войне. В 1941 году он повторно был призван в армию и направлен на фронт Великой Отечественной войны. Участвовал в битве за Кавказ. К августу 1944 года старшина Егор Иванин был старшиной батареи 747-го истребительно-противотанкового артиллерийского полка 14-й истребительно-противотанковой артиллерийской бригады 1-го Прибалтийского фронта. Отличился во время освобождения Литовской ССР.
24 августа 1944 года во время боя к западу от Шяуляя Иванин заменил собой выбывшего из строя командира батареи и организовал отражение немецкой контратаки танковых и пехотных частей. Встав к одному из орудий, он лично подбил два танка, а затем лёг за пулемёт и продолжал вести огонь. Во время следующей контратаки Иванин подбил ещё три немецких танка. Его действия способствовали успешному удержанию занятых батареей позиций.
Указом Президиума Верховного Совета СССР от 24 марта 1945 года за «образцовое выполнение боевых заданий командования на фронте борьбы с немецкими захватчиками и проявленные при этом мужество и героизм» старшина Егор Иванин был удостоен высокого звания Героя Советского Союза с вручением ордена Ленина и медали «Золотая Звезда» за номером 8874.
После окончания войны Иванин был демобилизован. Вернулся в Узбекскую ССР, где сначала работал шофёром в совхозе, затем поселился в Джизаке, работал на одном из местных заводов. Умер 8 июля 1979 года.
Был также награждён орденами Отечественной войны 2-й степени и Красной Звезды, рядом медалей.